# U-448
Unterseeboot 448 foi um submarino alemão do Tipo VIIC, pertencente a Kriegsmarine que atuou durante a Segunda Guerra Mundial.

## Comandantes
| Comandante          | Data                                      |
| ------------------- | ----------------------------------------- |
| Oblt. Helmut Dauter | 1 de agosto de 1942 - 14 de abril de 1944 |

## Subordinação
Durante o seu tempo de serviço, esteve subordinado às seguintes flotilhas:
| Período                                      | Flotilha                                  |
| -------------------------------------------- | ----------------------------------------- |
| 1 de agosto de 1942 - 31 de janeiro de 1943  | 8. Unterseebootsflottille (treinamento)   |
| 1 de fevereiro de 1943 - 14 de abril de 1944 | 7. Unterseebootsflottille (serviço ativo) |

## Operações conjuntas de ataque
O U-448 participou das seguinte operações de ataque combinado durante a sua carreira:
- Rudeltaktik Neptun (18 de fevereiro de 1943 - 28 de fevereiro de 1943)
- Rudeltaktik Wildfang (28 de fevereiro de 1943 - 5 de março de 1943)
- Rudeltaktik Westmark (6 de março de 1943 - 7 de março de 1943)
- Rudeltaktik Amsel (22 de abril de 1943 - 3 de maio de 1943)
- Rudeltaktik Amsel 3 (3 de maio de 1943 - 6 de maio de 1943)
- Rudeltaktik Rhein (7 de maio de 1943 - 10 de maio de 1943)
- Rudeltaktik Elbe 2 (10 de maio de 1943 - 14 de maio de 1943)
- Rudeltaktik Rossbach (24 de setembro de 1943 - 9 de outubro de 1943)
- Rudeltaktik Schlieffen (14 de outubro de 1943 - 18 de outubro de 1943)
- Rudeltaktik Preussen (22 de fevereiro de 1944 - 14 de março de 1944)